# Stazione di Tama-Plaza
La stazione di Tama-Plaza (たまプラーザ駅?, Tama-purāza-eki) è una stazione ferroviaria situata nel quartiere di Aoba-ku, a Yokohama, città giapponese della prefettura di Kanagawa. Essa è servita dalla linea Den-en-toshi della Tōkyū Corporation.

## Origini del nome
Il nome "Tama Plaza" fu concepito da Noboru Goto, il presidente della Tokyu Corporation al momento della sua apertura, e fu deciso dalla Commissione Amministrativa della Tokyu nel settembre 1965. Fino ad allora, il nome temporaneo della stazione fu "Moto-Ishikawa Station" similmente al nome della città circostante. Quando vennero decisi i nomi delle stazioni della linea Den-en-Toshi, furono presi in considerazione fattori come:
- i simboli e le caratteristiche delle zone adiacenti
- l'originalità e unicità dei nomi
- la posizione delle stazioni
- la facilità nella pronuncia e la piacevolezza del suono dei nomi
"Plaza" significa "piazza" in spagnolo; infatti, trovandosi al centro dell'area metropolitana chiamata "Tama-den-en-toshi, la città è stata costruita nella speranza di creare una città centrata sulla Piazza, un modello urbano raro in Giappone.
Nel 1969 (1969), l'indirizzo della stazione è stato cambiato da "Moto-Ishikawa" a "Utsukushigaoka 1-chome".

## Linee
Tōkyū Corporation
● Linea Tōkyū Den-en-toshi

## Struttura
La stazione, in superficie, possiede due marciapiedi laterali con un totale di due binari passanti.
| 1 | ● Linea Tōkyū Den-en-toshi |  | per Nagatsuta e Chūō-Rinkan                                                                     |
| 2 | ● Linea Tōkyū Den-en-toshi |  | per Futako-Tamagawa, Shibuya e, via linea Hanzōmon, Oshiage e, via linea Tōbu Isesaki, Kasukabe |

## Stazioni adiacenti
| «                        | Servizio                 | »                        |
| Linea Tōkyū Den-en-toshi | Linea Tōkyū Den-en-toshi | Linea Tōkyū Den-en-toshi |
| ------------------------ | ------------------------ | ------------------------ |
| Saginuma                 | Tutti i treni            | Azamino                  |